# Schöneberge
Schöneberge ist eine Hofschaft in Halver im Märkischen Kreis im Regierungsbezirk Arnsberg in Nordrhein-Westfalen (Deutschland).

## Lage und Beschreibung
Schöneberge liegt auf 405 m ü. NHN nördlich des Halveraner Hauptortes auf einem Höhenzug zwischen den Tälern der Glör und des Schlechtenbachs nahe der Stadtgrenze zu Schalksmühle. Westlich von Schöneberge erhebt sich eine mit 416 Metern über Normalnull eine kleine Anhöhe. Der Ort ist über eine Nebenstraße zu erreichen, die bei Krause Buche von der Landesstraße L528 abzweigt und Halver mit Schalksmühle verbindet. Weitere Nachbarorte sind Rothenbruch, Magdheide, Heerenfelde, Streitstück, Obercarthausen und Solberg. In Schöneberge befindet sich ein Reitstall.

## Geschichte
Erstmals urkundlich erwähnt wurde Schöneberge 1125, die Entstehungszeit der Siedlung wird aber im Zeitraum zwischen 800 und 900 in der Folge der frühen fränkischen Ausbauperiode vermutet.
Um 1500 ist durch Urkunden belegt, dass der Hof Schöneberge dem bergischen Amt_Beyenburg abgabenpflichtig war. Die Gerichtsbarkeit des Hofs unterstand einem extra für die bergischen Höfe im ansonsten märkisch beherrschten Kirchspiel Halver bestellten bergischem Richter, was häufig zu Streit mit dem für das Kirchspiel eigentlich zuständigen märkischen Gografen führte.
1818 lebten 19 Einwohner in Schöneberge. Laut der Ortschafts- und Entfernungs-Tabelle des Regierungs-Bezirks Arnsberg wurde der Ort unter dem Namen Schönenberg als Hof kategorisiert und besaß 1838 eine Einwohnerzahl von 16, allesamt evangelischen Glaubens. Der Ort gehörte zu dieser Zeit der Gloerfelder Bauerschaft innerhalb der Bürgermeisterei Halver an und besaß drei Wohnhäuser, eine Fabrik bzw. Mühle und zwei landwirtschaftliche Gebäude.
Das Gemeindelexikon für die Provinz Westfalen von 1887 gibt für den Ort eine Zahl von 22 Einwohnern an, die in zwei Wohnhäusern lebten.